# Минаре
Минарето (на арабски: منارة, манара – фар) представлява кула в ислямската архитектура край джамията, от която мюезинът приканва вярващите към молитва.

## История
Минаретата на Омаядската джамия в Дамаск (сред най-старите джамии в света), първоначално са служили за наблюдателни кули, осветени с факли (оттук произлиза и наименованието на минарето, чийто корен е от арабската дума „нур“, означаваща „светлина“).
В по-късни времена основната функция на минарето е да служи за място, от което мюезинът да отправя към вярващите покана за молитва. В днешно време мюезинът отправя призива езан към вярващите не от минарето, а от мусала – основното молитвено помещение в джамията, посредством микрофон и високоговорители. По тази причина ролята на минарето в наши дни е по-скоро традиционна и декоративна, отколкото практична.
В ислямската традиция минарето често е наричано „врата между небесата и земята“, или с арабската дума alif, което ще рече „сочещ правилната посока“.
Най-високото минаре в света (210 метра) се намира в Джамията на Хасан II в Казабланка, Мароко. Дълго време най-високото тухлено минаре е Кутуб минаре в Делхи, Индия. Понастоящем се строят 2 минарета в Техеран, Иран, всяко с височина 230 метра.

## Конструкция
Конструкцията на минарето се състои от 3 главни части.
Основа
Обикновено основата на извисяващите се минарета е вкопана дълбоко в земята, за да бъде намерен твърд фундамент. Едър чакъл и други поддържащи инертни материали се използват при направата на основата. Рядко строежът на минарето започва направо в изкопаната почва.
Стълб
Отделното минаре представлява издължен цилиндричен (кръгъл стълб) или многоъгълен (със заострени ръбове) корпус, завършващ с коничен (заострен) връх. Обикновено стълбите са разположени вътре в минарето, обратно на часовниковата стрелка, и осигуряват необходимата здравина на тези издължени и високи конструкции.
Балкон
Обгражда издължената конструкция на минарето в горната му част, откъдето мюезинът отправя поканата си. Представлява надвесена конструкция, украсена с орнаменти като декоративни тухли или керемиди, с корнизи, арки и надписи от Корана. Обикновено украсата на минаретата се определя от височината и броя на балконите.

## Стилове
Стилът и архитектурата на минарето могат да варират в широки граници в зависимост от региона и епохата. Има няколко утвърдили се стила:
- египетско-сирийски (7-13 век) – с ниски квадратни кули, разположени в 4-те ъгъла на джамията;
- иракски – с изправено самостоятелно минаре, обградено от спираловидно разположени външни стълби;
- египетски (15 век) – осмоъгълно минаре с 2 стъпаловидни балкона, представляващи издаден фриз под заострения купол, стърчащ като изтеглена фиала;
- персийски (17 век): – с 2 тънки кули отстрани на главния вход, завършващи с покрити балкони и облицовани със сини керамични плочки.